# 石山子文化
石山子文化（公元前5900年—前5200年）是中国新石器时代早期的考古学文化之一，亦称石山孜文化，得名自1984年发现的石山孜遗址。石山子文化族群被认为是顺山集文化族群受8.2千年事件等一系列气候变化影响，从濉河下游迁徙至濉河上游产生的。相较于顺山集文化，石山子文化的陶器虽有较大的一致性，但反而数量减少、器形也趋于简单。

## 研究历程
1993年，吴加安等学者提出石山子文化。20世纪90年代，张文军、梁中和、傅宪国等学者将石山子、双墩、侯家寨等淮河中游地区早期新石器时代文化统一命名为石山子文化，并分为石山子类型和侯家寨类型。而随着阚绪杭、李伯谦等学者对双墩遗址、侯家寨遗址的深入研究，以双墩、侯家寨一期为代表的双墩文化，以侯家寨二期为代表的侯家寨文化被分别单列。